# Багник
Ба́гник (Bradypterus seebohmi) — вид горобцеподібних птахів родини кобилочкових (Locustellidae). Ендемік Мадагаскару. Вид названий на честь англійського мандрівника і орнатолога Генрі Сібома.

## Опис
Довжина птаха становить 17 см, вага 20 г. Виду не притаманний статевий диморфізм. Верхня частина тіла сіро-коричнева, боки і живіт оливково-коричневі. Горло і груди поцятковані коричневими плямками, що створюють лускоподібний візерунок. Хвіст довгий, східчастий. Очі карі, дзьоб зверху чорний, знизу сірувато-роговий, лапи рожевуваті. У молодих птахів нижня частина тіла жовтувата.

## Поширення і екологія
Багники мешкають переважно на сході Мадагаскару. Вони живуть на високогірних луках та у високогірних чагарникових заростях, а також в гірських тропічних лісах, на болотах і рисових полях. Зустрічаються переважно на висоті від 1800 до 2300 м над рівнем моря, хоча трапляються і на висоті 900 м над рівнем моря.

## Поведінка
Багники ведуть прихований спосіб життя. Живляться дрібними безхребетними.